# Estação Teatros
A Estação Teatros é uma das estações do Metrô de Caracas, situada no município de Libertador, entre a Estação Capuchinos e a Estação Nuevo Circo. Administrada pela C. A. Metro de Caracas, faz parte da Linha 4.
Foi inaugurada em 18 de julho de 2006. Localiza-se no cruzamento da Avenida Lecuna com a Avenida Sur 4. Atende a paróquia de Santa Teresa.